# Operação Escudo Defensivo
Operação Escudo Defensivo (em hebraico:  מִבְצָע חוֹמַת מָגֵן) foi uma operação militar israelense de 2002 na Cisjordânia ocupada por Israel durante a Segunda Intifada. Com duração de pouco mais de um mês, foi a maior operação de combate na Cisjordânia desde o início da ocupação de Israel em 1967.
A operação começou com uma incursão israelense em Ramallah, onde Yasser Arafat foi colocado sob cerco em seu complexo. Isso foi seguido por incursões sucessivas nas seis maiores cidades da Cisjordânia e suas localidades vizinhas. Os militares israelenses entraram em Tulkarm e Qalqilya em 1 de abril, em Belém em 2 de abril e em Jenin e Nablus em 3 de abril. De 3 a 21 de abril, as forças israelenses impuseram toques de recolher rigorosos às populações civis palestinas na Cisjordânia e restringiram os movimentos de pessoal internacional, incluindo a proibição de entrada de pessoal humanitário e médico, bem como de monitores de direitos humanos e jornalistas.
Em maio de 2002, as tropas israelenses se retiraram das cidades palestinas na Cisjordânia, mantendo cordões de tropas ao redor de certas cidades e vilas, e também continuaram realizando ataques em áreas povoadas por palestinos.
O relatório das Nações Unidas sobre o assunto afirma: "Combatentes de ambos os lados se comportaram de maneiras que, às vezes, colocaram civis em perigo. Grande parte dos combates durante a Operação Escudo Defensivo ocorreu em áreas densamente povoadas por civis e, em muitos casos, armamento pesado foi usado."